# Leposoma
Genre
Leposoma est un genre de sauriens de la famille des Gymnophthalmidae.

## Répartition
Les 17 espèces de ce genre se rencontrent dans le Nord de l'Amérique du Sud et dans le sud de l'Amérique centrale.

## Description
Ce sont des reptiles diurnes et ovipares assez petits, aux pattes petites voire atrophiées.

## Liste des espèces
Selon The Reptile Database (10 janvier 2016) :
- Leposoma annectans Ruibal, 1952
- Leposoma baturitensis Rodrigues & Borges, 1997
- Leposoma caparensis Esqueda, 2005
- Leposoma ferreirai Rodrigues & Avila-Pires, 2005
- Leposoma guianense Ruibal, 1952
- Leposoma hexalepis Ayala & Harris, 1982
- Leposoma ioanna Uzzell & Barry, 1971
- Leposoma nanodactylus Rodrigues, 1997
- Leposoma osvaldoi Avila-Pires, 1995
- Leposoma parietale (Cope, 1885)
- Leposoma percarinatum (Müller, 1923)
- Leposoma puk Rodrigues, Dixo, Pavan & Verdade, 2002
- Leposoma rugiceps (Cope, 1869)
- Leposoma scincoides Spix, 1825
- Leposoma sinepollex Rodrigues, Texeira, Recoder, Dal Vechio, Damasceno & Machado-Pellegrino, 2013
- Leposoma snethlageae Avila-Pires, 1995
- Leposoma southi Ruthven & Gaige, 1924

## Publication originale
- Spix, 1825 : Animalia nova sive species nova lacertarum quas in itinere per Brasiliam annis MDCCCXVII-MDCCCXX jussu et auspicius Maximiliani Josephi I Bavariae Regis suscepto collegit et descripsit Dr. J. B. de Spix, p. 1-26 (texte intégral).